# Windows XP Professional x64 Edition
Windows XP Professional x64 Edition是微軟Windows XP作業系統專業版之一，支援AMD64架構，包括AMD64及EM64T處理機。2005年4月25日推出，起初是對AMD64系統平台的回應做為安騰版的補充，後隨安騰版的夭折成為XP中最終唯一受支援的64位元平台產品。作業系統在研發初期被稱之為Windows XP 64-Bit Edition for 64-Bit Extended Systems，現階段該系統已停止以任何形式發售，並已於2014年4月8日停止所有支援。

## 支援語言
原生版本僅供日語版和美國英語版。
美國英語版可附加界面語言：中文（簡體中文和繁体中文）、日語、西班牙語、法語、義大利語、瑞典語、德語、韓國朝鮮語、

## 銷售渠道
Windows XP Professional x64主要以OEM或COEM方式提供給個體使用者，企業與組織以Volume Licence形式獲得。

## 支援服務級別包
與Windows Server 2003保持一致，最終級別在Service Pack 2階段。
2005年4月， 原始版本發布，級別Service Pack 1，原生版語言美國英語、日本語。
2006年5月， 第一補丁原生版，級別Service Pack 1b， 原生版語言美國英語、日本語。
2007年3月， 第二修正版，級別Service Pack 2, 原生版語言美國英語。

## 兼容性與異同

### 架構
WoW64的技術容許大多數的32位元應用程式在性能不受損的情況下運行。
WoW32未支援，因此無法運轉16位元的視窗及MS-DOS應用程式。 但為了兼容使用16位元安裝程式的純32位元軟體的遺產保護，部分的16位元安裝程式被提供支援。

### 平台
- 僅支援純64位元的驅動程式。
- 命令提示字元的全螢幕載入能力被取消。
- 32位元的軟體動態運行庫（dll）無法與64位元共享，反之亦然。
- 設定螢幕保護裝置頁面中，删除了能源之星的圖案。
- 未实现64位元安腾版支援的EFI韌體，而採用與32位元相同的實模式BIOS韌體。
- DirectX起始版本為9.0C，而且停留於此。因此支援後繼版本的圖形加速界面卡僅能發揮這一級別的功能。

### 硬體支援
僅供支援AMD64或Intel64技術的電腦使用，不支援基於安騰64位元的系統，不支援AHCI和USB 3.0設備。
最大支援128GB物理記憶體。
最大支援兩顆物理處理機芯片以及64個邏輯處理單元核心。
磁碟機：支援最大為2TB的GPT型單一磁碟分割域。

### 應用軟體支援
不支援微軟Office 2010及之後的版本。

## 「x64」名稱的由來
由於這個作業在研發初期僅做為64位元版在基於AMD64 CPU的拓展型系統上的實現，因此被命名為Windows XP 64-Bit Edition for 64-Bit Extended Systems，而後逐漸演化成這個系統上的專業版，最終稱之為Windows XP Professional x64。由此可見，「x64」事實上是「64-Bit Extended Systems」的簡寫，即 64位元拓展型系統，而並非是「x86-64」架構的另一種寫法，更不是AMD64、EM64T以及後來的Intel 64的通稱。

## 關係與歷代版本對比
Windows XP Professional x64 Edition實際上是Windows XP家族中專業版的64位元產品，並不是單獨的64位元版。

### 與Windows NT 3.1和Windows 3.1類比
- Windows NT 3.1是微軟公司第一款純32位元作業系統；而Windows XP Professional x64是第一款支援AMD64（EM64T、Intel 64）架構的純64位元作業系統
- Windows NT 3.1提供NTVDM(DOS虛擬機)和WoW軟體層來支援適用於Windows 3.1和DOS的16位元軟體程式；而Windows XP Professional x64使用WoW64軟體層對大多數32位元程式提供支援，使用NTVDM64和WoW軟體層對部分使用16位元安裝程式安裝的32位元軟體提供安裝支援
- Windows NT 3.1與Windows 3.1的圖形界面相似，但底層核心與架構指令都不同，同一16位元軟體在這兩個操作系統上表達的性能不同；Windows XP Professional x64與Windows XP Professional圖形界面與功能幾乎一致，底層核心類似、架構運轉模式相似，同一32位元軟體表達效果幾近相同。
- Windows NT 3.1於1993年發布，落後一年於Windows 3.1；而Windows XP Professional x64於2005年發布，同樣落後一年於功能級別類似的Windows XP Professional SP2

## 外部連結
- （英文）.   [2007-07-04]. （原始内容存档于2004-09-15）.
- （简体中文）中国 （页面存档备份，存于）
- （繁體中文）.   [2007-07-04]. （原始内容存档于2005-03-12）.
- （英文）.   [2007-07-04]. （原始内容存档于2010-12-02）.
- （繁體中文）.   [2005-05-13]. （原始内容存档于2008-09-22）.